# 베트남 인민군 육군
베트남 인민육군(Lục quân Quân đội nhân dân Việt Nam)은 베트남 인민군의 육군 조직이다.
베트남 육군은 구형의 장비들을 상당수 보유하고 있다. 질은 낮지만 많은 양의 전차와 포병들을 보유하여 규모는 큰 편이다. 베트남은 여러 전쟁에서 주력으로 움직인 것이 육군이었다. 때문에 실전 경험의 축적도도 육군의 비율이 상당할 것으로 추정된다. 해군은 어느 정도 현대화가 추진되고 있으나 육군은 소수의 장갑차 등을 제외하면 현대화 추진이 전무하다. 구형의 무기들 중에는 베트남 전쟁 이후 미국이 버리고 간 무기들도 상당수 포함된 것으로 보여진다. 베트남 육군의 육상병기들은 대부분 구소련의 2선급 무기들로 채워져 있었는데 T-90MS 도입을 추진 중이다.

## 장비

### 보병 무기
화기
| 모델             | 유형              | 구경               | 원산지                | 특이사항                                                                      |
| 권총             |                   |                    |                       |                                                                               |
| TT-33            | 반자동식피스톨    | 7.62×25mm Tokarev  | 소련                  | 제식권총                                                                      |
| PM               | 반자동식피스톨    | 9×18mm Makarov     | 소련                  | 제한된 사용.                                                                  |
| 기관단총         |                   |                    |                       |                                                                               |
| PM-63            | 기관단총          | 9×18mm Makarov     | 폴란드                | 특수부대와 경비 경찰에 의해서만 사용됨.                                       |
| MicroUzi         | 기관단총          | 9×19mm Parabellum  | 이스라엘              | 특수부대에 의해서만 사용됨.                                                   |
| 돌격소총         |                   |                    |                       |                                                                               |
| AK-47/AKS-47     | 돌격소총          | 7.62×39mm M43      | 소련 베트남           | AK-47 Type 2/3 .징집군인용 제식소총. 생산중지.                                |
| Type 56          | 돌격소총          | 7.62×39mm M43      | 중화인민공화국 베트남 | Type 56 and Type 56-1 . 징집군인용 제식소총. 생산중지.                        |
| AKM/AKMS         | 돌격소총          | 7.62×39mm M43      | 소련 베트남           | 제식소총. 일부지역에서만 생산됨. Galil ACE 31/32로 현재 대체중임.             |
| Galil ACE 31/32  | 돌격소총          | 7.62×39mm          | 이스라엘 베트남       | 일부지역에서만 생산됨.                                                        |
| IWI Tavor TAR-21 | 돌격소총          | 5.56×45mm NATO     | 이스라엘 베트남       | 해병대와 해군특수부대에서 사용됨. 일부지역에서만 생산됨.                      |
| vz. 58           | 돌격소총          | 7.62×39mm          | 체코슬로바키아        | 제한된 사용.                                                                  |
| FN FNC           | 돌격소총          | 5.56×45mm NATO     | 벨기에                | 특수부대와 군저격시연팀에서 제한적 사용.                                      |
| CAR-15 XM177E2   | 카빈소총          | 5.56×45mm NATO     | 미국                  | M-18(베트남에서 생산되는 XM177E2버전)과 함께 특수부대와 해안경비대에서 사용됨 |
| SKS-45           | 카빈소총          | 7.62×39mm M43      | 소련                  | 의장대와 민병대에서 사용됨.                                                   |
| 저격소총         |                   |                    |                       |                                                                               |
| Dragunov SVD     | 저격소총          | 7.62×54mmR         | 소련                  | 제식용저격소총.                                                               |
| Galatz           | 저격소총          | 7.62×51mm NATO     | 이스라엘              | 특수부대에서 사용됨.                                                          |
| 기관총           |                   |                    |                       |                                                                               |
| RPK              | 경기관총          | 7.62×39mm M43      | 소련 베트남           | 제식용기관총. 일부 지역에서만 생산됨.                                         |
| PKM              | 일반기관총        | 7.62×54mmR         | 소련 베트남           | 제식용기관총. 일부 지역에서만 생산됨.                                         |
| NSV              | 중기관총          | 12.7×108mm         | 소련 베트남           | 제식용기관총. 일부 지역에서만 생산됨.                                         |
| RPD              | 경기관총          | 7.62×39mm          | 소련 베트남           | 제식기관총. 일부 지역에서만 생산됨.                                           |
| IMI Negev        | 경기관총          | 5.56×45mm NATO     | 이스라엘              | 해병대에서 사용됨.                                                            |
| Minimi Mk3       | 경기관총          | 5.56×45mm NATO     | 벨기에                | 특수부대와 군저격수시연팀에서 제한적 사용.                                    |
| M240B            | 일반기관총        | 7.62×51mm NATO     | 미국                  | 군 저격수시연팀에서 제한적 사용.                                              |
| 유탄관련 무기    |                   |                    |                       |                                                                               |
| M203             | 유탄발사기        | 40mm 유탄          | 미국 베트남           | 일부 지역에서만 생산됨.                                                       |
| M79              | 유탄발사기        | 40mm 유탄          | 미국 베트남           | 제식용. 일부 지역에서만 생산됨.                                               |
| MGL Mk-1         | 유탄발사기        | 40mm 유탄          | 남아공 베트남         | 특수부대에서 사용됨. 일부 지역에서만 생산됨.                                  |
| AGS-17           | 유탄발사기        | 30mm 유탄          | 소련 베트남           | 제식용. 일부 지역에서만 생산됨.                                               |
| 박격포           |                   |                    |                       |                                                                               |
| M1943            | 박격포            | 160mm 박격포       | 소련                  | -                                                                             |
| PM-43            | 박격포            | 120mm 박격포       | 소련                  | -                                                                             |
| M1938            | 박격포            | 107mm 박격포       | 소련                  | -                                                                             |
| 82-PM-41         | 박격포            | 82mm 박격포        | 소련                  | -                                                                             |
| 휴대 대전차화기  |                   |                    |                       |                                                                               |
| B-10             | 대전차무반동소총  | 82mm 대전차고폭탄  | 소련 베트남           | 일부 지역에서만 생산됨.                                                       |
| ĐKZ-1            | 대전차무반동소총  | 73mm 대전차고폭탄  | 소련 베트남           | 일부 지역에서만 생산됨.                                                       |
| M72 LAW          | 대전차 무기       | 66mm 대전차고폭탄  | 미국                  | -                                                                             |
| 9K111-1 콘쿠르스 | 대전차 유도미사일 | 135mm 대전차고폭탄 | 소련                  | -                                                                             |
| 9K11 말륫카      | 대전차 유도미사일 | 125mm 대전차고폭탄 | 소련                  | -                                                                             |
| 9K111 파곳       | 대전차 유도미사일 | 75mm 대전차고폭탄  | 소련                  | -                                                                             |
| MATADOR          | 대기갑무기        | 90mm 대기갑무기    | 이스라엘              | 해병대에서 사용됨.                                                            |
| RPG-29           | 로켓추진 유탄     | 105mm 대전차고폭탄 | 소련 베트남           | 일부 지역에서만 생산됨.                                                       |
| RPG-7            | 로켓추진 유탄     | 40mm 대전차고폭탄  | 소련 베트남           | 일부 지역에서만 생산됨.                                                       |

### 전차
| 이름         | 종류            | 제조국         | 운용 수량 | 추가 도입 | 기타                                |
| T-90         | MBT             | 러시아         | ??        | ??        | 도입예정(?)                         |
| T-72         | MBT             | 소련           | ???       |           |                                     |
| T-62         | MBT             | 소련           | 220       |           |                                     |
| T-54/55      | MBT             | 소련           | 990       |           |                                     |
| 59식 전차[1] | MBT             | 중화인민공화국 | 360       |           |                                     |
| 63식 전차[2] | 수륙양용 전차   | 중화인민공화국 | 480       |           |                                     |
| 62식 전차    | 경전차          | 중화인민공화국 | 320       |           |                                     |
| PT-76        | 경전차          | 소련           | 300       |           |                                     |
| SU-100       | 대전차용 자주포 | 소련           | 100       |           | 제2차세계대전 말기에 사용하던 무기. |

### 장갑차: IFV, APC
| 베트남 육군의 장갑차 |                         |                |           |           |                                        |
| 이름                 | 종류                    | 제조국         | 운용 수량 | 추가 도입 | 기타                                   |
| BMP-1                | IFV                     | 소련           | 600       |           | 73mm 주포 장착 소형 포탑               |
| BMP-2                | IFV                     | 소련           | 600       |           | 30mm 주포 장착 소형 포탑               |
| BTR-50               | APC                     | 소련           | 800       |           |                                        |
| M113                 | APC                     | 미국           | 200       |           |                                        |
| 63식 장갑차[3]       | APC                     | 중화인민공화국 | 300       |           |                                        |
| BTR-60               | 장륜 장갑차             | 소련           | 500       |           | 14.5mm 중기관총 장착 소형 포탑         |
| BTR-70               | 장륜 장갑차             | 소련           | 200       |           | 14.5mm/12.7 mm 중기관총 장착 소형 포탑 |
| BTR-80               | 장륜 장갑차             | 소련           | 100       |           | 14.5mm                                 |
| BRDM-1               | 정찰 장갑차/장륜 장갑차 | 소련           | 200       |           |                                        |
| BRDM-2               | 정찰 장갑차/장륜 장갑차 | 소련           | 200       |           | 14.5mm 중기관총 장착 소형 포탑         |
| V-150                | 장륜 장갑차             | 미국           | 300       |           |                                        |
| IAI-RAMTA            | AMVP(지뢰방호차량)      | 이스라엘       | 200       |           |                                        |

### 자주포
| 이름           | 종류           | 제조국 | 운용 수량 | 추가 도입 | 기타                                               |
| SU-100         | 100mm 자주포   | 소련   | 20        |           | 제2차세계대전 말기에 대전차용으로 사용하던 자주포. |
| 2S1 그보즈디카 | 122mm 자주포   | 소련   | 100 ~ 150 |           | 1971년의 구형 자주포.                              |
| 2S3 아카찌야   | 152.4mm 자주포 | 소련   | 50 ~ 70   |           |                                                    |
| M107           | 175mm 자주포   | 미국   |           |           | 5기 비축.                                          |